# Liste des trios pour piano et cordes de Joseph Haydn
Joseph Haydn composa quarante et un trios pour piano et cordes entre 1750 et 1796. Ils se rapprochent dans leur cadre formel de sonates pour violon et piano avec accompagnement de violoncelle. Par la richesse et la profondeur expressive, ils se situent musicalement au même niveau que les quatuors à cordes. En 1968 le musicologue H.C. Robbins Landon établit un catalogue révisé de tous les trios portant le nombre à quarante cinq. Mais deux d'entre eux n'ont pas été conçus sous la forme de trio, deux autres ont disparu et deux ont été attribués à un autre compositeur. Ce qui donne trente-neuf ouvrages authentiques disponibles. Onze trios de jeunesse, treize trios (1784-1790) et quinze trios (1792-1796).
La liste ci-après est donnée dans l'ordre adopté par Landon, avec la correspondance au catalogue Hoboken.

## Les onze trios «de jeunesse»
- no 1 Hob.XV.37 en fa majeur
- no 2 Hob.XV.C2 en ut majeur
- no 5 Hob.XV.1 en sol mineur
- no 6 Hob.XV.40 en fa majeur
- no 7 Hob.XV.41 en sol majeur
- no 10 Hob.XV.35 en la majeur
- no 11 Hob.XV.34 en mi majeur
- no 12 Hob.XV.36 en mi bémol majeur
- no 13 Hob.XV.38 en si bémol majeur
- no 14 Hob.XV.f1 en fa mineur
- no 17 Hob.XV.2 en fa majeur

Les no 3 et 4 sont en réalité des œuvres de Pleyel ; les no 8 et 9 sont perdus ; enfin les no 15 et 16 sont des transcriptions d'autres œuvres du compositeur.

## Les treize trios de 1784 - 1790
- Trio no 18 Hob.XV.5 en sol majeur
- Trio no 19 Hob.XV.6 en fa majeur
- Trio no 20 Hob.XV.7 en ré majeur
- Trio no 21 Hob.XV.8 en si bémol majeur
- Trio no 22 Hob.XV.9 en la majeur
- Trio no 23 Hob.XV.10 mi bémol majeur
- Trio no 24 Hob.XV.11 en mi bémol majeur
- Trio no 25 Hob.XV.12 en mi mineur
- Trio no 26 Hob.XV.13 en ut mineur
- Trio no 27 Hob.XV.14 en la bémol majeur
- Trio no 28 Hob.XV.16 en ré majeur
- Trio no 29 Hob.XV.15 en sol majeur
- Trio no 30 Hob.XV.17 en fa majeur

## Les quinze trios de 1792 - 1796
- Trio no 31 Hob.XV.32 en sol majeur
- Trio no 32 Hob.XV.18 en la majeur
- Trio no 33 Hob.XV.19 en sol mineur
- Trio no 34 Hob.XV.20 en si bémol majeur
- Trio no 35 Hob.XV.21 en ut majeur
- Trio no 36 Hob.XV.22 en mi bémol majeur
- Trio no 37 Hob.XV.23 en ré mineur
- Trio no 38 Hob.XV.24 en ré majeur
- Trio no 39 Hob.XV.25 en sol majeur
- Trio no 40 Hob.XV.26 en fa dièse mineur
- Trio no 41 Hob.XV.31 en mi bémol mineur
- Trio no 42 Hob.XV.30 en mi bémol majeur
- Trio no 43 Hob.XV.27 en ut majeur
- Trio no 44 Hob.XV.28 en mi majeur
- Trio no 45 Hob.XV.29 en mi bémol majeur

## Source
- François-René Tranchefort, Guide de la musique de chambre, éd. Fayard 1989 pp.425 à 441  (ISBN 2-213-02403-0)